# ダムマニア
ダムマニアとは、主にダムを鑑賞の対象とした趣味を持つ者のことを指す。
ダムファン、ダム愛好家と称することもあり、一般に「ダムマニア」と呼ばれることも多い。

## 概要
2000年代初頭頃から、インターネットの普及に伴いダムの写真や訪問記録などを紹介する個人のホームページが出現する。そこから、全国のダムに興味を持つ人たちがインターネットを通じて交流を始める。
2000年代半ばころから、ウェブログを利用しダム見学の記録を公開する人が増え始める。このころから、テレビや新聞などマスコミでもダムが好きな人達が取り上げられるようになり、ダムマニアが主催するダム見学ツアーが行われたり、ダムのＤＶＤや写真集が発売されたりする。
2000年代後半には、工場、団地、ジャンクション、高架橋、送電鉄塔、水門など大規模構造物（ドボクとして括られる）や廃墟等をエンターテイメントとして楽しむ風潮が活発化し、ダムの愛好者も増加。ダム好きを公言する芸能人や気象キャスターらも出現する。
2007年にダムマニアもデザイン検討に関わったダムカードが発行されると人気を集め、ダム巡りをする人が増える。ダムマニアが作るダムカレーもマスコミなどに取り上げられるようになり、地域おこしの一環としてダムカレー開発に取り組む地域も出始める。「ダムナイト」や「ダムマニア展」などダムが好きな人たちが集うイベントも継続的に行われるようになり、2013年からはその年に活躍したダムをダムマニアたちが選定し表彰する「日本ダムアワード」も開催されている。
これらの動きを受け日本ダム協会では、ダムの実態、役割、魅力などを広く一般の人たちに知ってもらうため、ダムマニアやダム技術者らを「ダムマイスター」に任命する制度を2010年に設けた。また、ダム技術者らの団体であるダム工学会では、ダムのことを広く知ってもらい、ダム技術者とダムマニアや一般の人達との交流などを目的とした「with Dam☆Night」を2010年から東京、京都、大阪、名古屋、福岡など各地で行っている。水資源機構でも、「ダム友と語る会」「ダム愛好家との集い」「土木ファンの集い」などでダムマニアとの意見交換をしている。国土交通省では「ダムツーリズム」の推進を図っており、ダムの紹介サイトも開設している。
国土交通省中国地方整備局では、中国地方の各ダムで配布しているダムカードを集めると、枚数によって「中国地方ダムマニア認定書」を交付するイベントを2014年に実施した。このイベントではダムの管理者側が「ダムマニア」という呼称を使用しており、最終的に1286枚の「中国地方ダムマニア認定書」を発行した。2015年には第二弾を実施している。
現在はSNSを使った情報発信が活発化し、洪水の際にダムマニアがダムの操作についてSNSで解説するなど、ダムマニアは一般の人に対してダムの役割を啓蒙する面も有している。ダムをテーマとした漫画作品『ダムマンガ』も刊行され、ダムぐるみ、ダムのＴシャツ、「ダムかるた」などのグッズ開発もされ、ダムのゲートなどが正常に動くかどうか点検するために行う点検放流も、多くの見学者が集まるようになっている。バラエティ番組『ブギウギ専務』でも「ダムカードめぐりの旅」企画が人気を集め、各地の自治体でもダムを利用した観光誘致に力を入れている。

## ダムマニアによるイベント
2006年
- ダム祭（8月1日、高円寺円盤　8月15日、新宿ロフトプラスワン）　ＤＶＤ『ザ・ダム』発売記念トークライブ

2007年
- ダム祭2（2月16日、新宿ロフトプラスワン　2月21日、高円寺円盤）　写真集『ダム』発売記念トークライブ
- ダムソニック（10月28日、東京カルチャーカルチャー）

2008年
- ダムナイト（4月19日、東京カルチャーカルチャー）

内容：一般人のダムイメージ、アースダムの楽しみ方、大野市のダム、海外のダム、ダムの写真
2009年
- ダムナイト2（5月5日、東京カルチャーカルチャー）

内容：ダムの基礎、ダム巡りコース、宮ヶ瀬ダム工事、ダムの貯水池、理想のダム、ダムマニアの心理
- ダムナイト3（12月27日、東京カルチャーカルチャー）

内容：スイスのダム、日本ダム協会について、砂防、木津川3ダムの洪水調節、バットレスダムについて、アースダムの魅力
2010年
- ダムナイト4（8月28日、東京カルチャーカルチャー）

内容：エリア別ベストダム、過小評価されているダム、離島のダム、取水堰堤、黒部ダムのコンクリート運搬路
2011年
- ダムナイト5（8月14日、東京カルチャーカルチャー）

内容：ダムの基本、戦前のダム、戦後のダム、ダムのデザイン
- ダムマニア展（11月19日～25日、神奈川県立相模湖交流センター）

内容：日本ダム協会について、ダムカード誕生秘話、ダムの魅力と基礎知識、台湾のダム、ダム好きが好きなダム、ダムガールズトーク、ダムの洪水調節、ダムの噂、ダムの撮り方についてのトークライブ。写真、絵画、映像、グッズなどを展示。
2012年
- 日本一周ダムファン写真展（2012年9月11日～2013年12月20日、全国27ヶ所のダム等を巡回）

2013年
- 第2回ダムマニア展（7月9日～15日、神奈川県立相模湖交流センター）

内容：ダムを描く・ダムで描く・ダムを彫る・ダムを撮る、王子のダムカフェ、あの日見たダムの魅力を僕達はまだ知らないについてのトークライブ。写真、絵画、彫刻、映像、グッズなどを展示。
- 日本ダムアワード2013（12月19日、東京カルチャーカルチャー）

放流賞：川治ダム、イベント賞：小渋ダム、低水管理賞：早明浦ダム、洪水調節賞：日吉ダム、ダム大賞：日吉ダム
2014年
- ダムナイト6（7月13日、東京カルチャーカルチャー）

内容：白いダム、ダムの型式、ダム巡りプラン、自宅でダムを楽しむ
- 日本ダムアワード2014（12月27日、東京カルチャーカルチャー）

放流賞：夕張シューパロダム、イベント賞：豊平峡ダム、プロジェクト賞：国土交通省中国地方整備局、洪水調節賞：早明浦ダム、ダム大賞：早明浦ダム
2015年
- ダムナイト7（7月20日、東京カルチャーカルチャー）

内容：ダムの型式、八ッ場ダムの建設現場、未確認アースダム探し、ダムの放流
- 第3回ダムマニア展（8月4日～16日、神奈川県立相模湖交流センター）

内容：ダムは楽しい、DAM Photography - 休日はダムを撮ろう、(お父さんも知ってほしい)お母さんのためのダム利用法、ダムカード・ジェニシス！、ダムマンガ聖地巡礼、新潟のダムと産業についてのトークライブ。ダムカレー施工教室、ダムカードかるた大会実施。ダムの解説ポスター、ダムカレー食品サンプル、ダム放流映像、ダム建設現場ジオラマ、ダムの日本画、写真、資料などを展示。
- ダムごころ～すべてのダムは面白い～（11月14日、ロフトプラスワンＷＥＳＴ）
- 日本ダムアワード2015（12月26日、東京カルチャーカルチャー）

放流賞：湯田ダム、イベント賞：七ヶ宿ダム、低水管理賞：目屋ダム、洪水調節賞：七川ダム、ダム大賞：鬼怒川４ダム
2016年
- ダムナイト8（7月17日、東京カルチャーカルチャー）

内容：ダムの基礎知識、山からダムを見てみる、新潟県のダムの魅力
- 日本ダムアワード2016（12月18日、東京カルチャーカルチャー）

放流賞：上椎葉ダム、イベント賞：鹿野川ダム、低水管理賞：羽鳥ダム、洪水調節賞：金山ダム、ライトアップ賞：月山ダム、ダム大賞：金山ダム
2017年
- 第4回ダムマニア展（7月17日～30日、神奈川県立相模湖交流センター）

内容：お母さんのためのダム利用法、ダムの塗り絵とダムの特撮、初心者向けはじめてのダムめぐり、海外のダムに行ってみよう！についてのトークライブ。ダムかるた大会実施。ダムの解説ポスター、ダム写真、ダムの手芸、ダムカレー食品サンプル、ダム空撮映像、ダム巡りルート、ダムマンガ原稿、ダム建設現場ジオラマなどを展示。
- 日本ダムアワード2017（12月17日、東京カルチャーカルチャー）

放流賞：丸山ダム、イベント賞：八ッ場ダム、低水管理賞：相模川水系総合運用、洪水調節賞：勝本ダム・男女岳ダム、ダム大賞：寺内ダム
2018年
- ダムの時間（9月1日、北とぴあ）

内容：長崎県のダム、大井川のダム、ダムのゲート、鐵板鋲綴製輾動堰の魅力
- 日本ダムアワード2018（12月22日、東京カルチャーカルチャー）

放流賞：千苅ダム、イベント賞：横瀬川ダム、低水管理賞：沖縄北部5ダム、洪水調節賞：岩屋ダム、ライトアップ賞：旭ダム、ダム大賞：岩屋ダム
2019年
- ダムナイト9（6月30日、東京カルチャーカルチャー）

内容：石積みダム
- 第5回ダムマニア展（7月7日～25日、神奈川県立相模湖交流センター）

内容：海外ダムめぐりのススメ、月刊丸山ダム徹底解剖！、はじめてのダムマニア、柏崎のダムと地域についてのトークライブ。ダムカード風ランチョンマットを作ろう！、ダムとんぼ玉を使ってストラップを作ろう！、マイダムカードを作ろうのワークショップ実施。ダムの解説ポスター、ダム写真、ダムの紙幣、ダムの手芸、ダムカレー食品サンプル、ダム空撮映像、コンクリートコア、ダムの模型、ダムマンガ特別編、ダム湖の島、ジオラマなどを展示。
- 琵琶湖淀川流域のダム写真展（8月3日～17日、ウォーターステーション琵琶）

内容：琵琶湖と淀川流域のダム（堰）の写真展示、堰カレーキーホルダー作り、ダムうちわ作り体験。
- ダムマニア展in阿賀町（8月4日～18日、レークサイド角神）

内容：第5回ダムマニア展の巡回展。ダムカード風ランチョンマットを作ろう！、マイダムカードを作ろうのワークショップ、ダムかるた大会、阿賀町ダムシンポジウムⅡ実施。ダムの解説ポスター、ダム写真、ダムの紙幣、ダムの手芸、ダムカレー食品サンプル、ダム空撮映像、ダムマンガ特別編などを展示。
- 楽しいダム交流会！ばんえつダム倶楽部♪（12月21日、co-ba koriyama）

内容：天空のダム・カッサ探訪〜ロープウェーで行くダム、ダム見学会参加のススメ〜成瀬ダム･湯田ダム編についての談話、ポットラックパーティー。
- 日本ダムアワード2019（12月28日、東京カルチャーカルチャー）

放流賞：高山ダム、イベント賞：上椎葉ダム、低水管理賞：津軽ダム、洪水調節賞：八ッ場ダム、ダム大賞：八ッ場ダム
2020年
- ダムナイト10（オンライン開催）（6月26日、東京カルチャーカルチャー）

内容：出でよ関東の雄！、みんなおいでよ北海道、東海4県のダム展望台、布引五本松ダム、四国のダムトピックス2020
- 第2回ばんえつダム倶楽部♪（12月12日、co-ba koriyama）

内容：レンタル一緒にダムに行く人、ぐんまダムかるた放浪記についての談話、オリジナルダムスイーツ施工、ぐんまダムかるた大会。
- 日本ダムアワード2020（12月26日、東京カルチャーカルチャー）

放流賞：坂本ダム、イベント賞：小渋ダム、低水管理賞：該当なし、洪水調節賞：松原ダム・下筌ダム、ダム大賞：松原ダム・下筌ダム
2021年
- おしだむ！推しダムリレーミーティング（10月10日、オンライン開催）

内容：全国のイチオシダムをプレゼン。
- 日本ダムアワード2021（12月25日、東京カルチャーカルチャー）

放流賞：小石原川ダム、イベント賞：小渋ダム、低水管理賞：一庫ダム、洪水調節賞：佐賀県管理13ダム、ダム大賞：丸山ダム
2022年
- ダムナイト11（8月21日、東京カルチャーカルチャー）

内容：ダムめぐり世界一決定戦！
- おしだむ2 推しダムリレーミーティング2（9月3日、オンライン開催）

内容：全国のイチオシダムをプレゼン。
- 日本ダムアワード2022（12月17日、東京カルチャーカルチャー）

放流賞：温井ダム、イベント賞：竜門ダム、低水管理賞：銅山川3ダム、洪水調節賞：白川ダム、ダム大賞：宮ヶ瀬ダム
2023年
- おしだむ3 推しダムリレーミーティング3（9月10日、オンライン開催）

内容：全国のイチオシダムをプレゼン。
- ダムと防災展（10月7日〜14日、ウォーターステーション琵琶）

内容：ダムの写真やダムについてのパネルの展示、各地の防災マップ・防災に関するパネル展示、防災クイズスタンプラリー。
- 特撮とダムの特ダム！ナイト～第一夜 特撮作戦ダム一号～（11月7日、東京カルチャーカルチャー）

内容：ダムが登場する特撮作品や、特撮でぜひ使ってほしいダムの紹介など。
2024年
- 日本ダムアワード2023（1月27日、東京カルチャーカルチャー）

放流賞：日南ダム、イベント賞：夕張シューパロダム、低水管理賞：野村ダム、洪水調節賞：高滝ダム、ダム大賞：高滝ダム
- 特撮とダムの特ダム！ナイト～第二夜 デカいダム！撮影の聖地化計画～（6月7日、東京カルチャーカルチャー）

内容：ダムが登場する特撮作品や、特撮でぜひ使ってほしいダムの紹介など。
- 滋賀&ダム友の会夏休みミニイベント（8月1日〜4日、ウォーターステーション琵琶）

内容：ダムの写真展、ダム守り作り、ダムうちわ作り、ダムペーパークラフト作品展示、大戸川ダムペーパクラフト作り体験。
- ダムクラスタ博覧会in阿賀町（8月4日～12日、道の駅阿賀の里）

内容：オリジナルカードゲーム体験会、創作ダムすごろく体験、おしダム4、プラ板ストラップ作りワークショップ＆ダムかるた大会実施。手芸作品、写真集、ダムのポスター、ダムをモチーフにしたキャラクター、自作グッズ、ダムの同人誌、版画作品、カードゲーム、オリジナルイラストなどを展示。
- おしだむ4 推しダムリレーミーティング4（8月10日、オンライン開催）

内容：全国のイチオシダムをプレゼン。
- 日本ダムアワード2024（12月21日、東京カルチャーカルチャー）

放流賞：阿蘇立野ダム、イベント賞：成瀬ダム、低水管理賞：日吉ダム、洪水調節賞：小屋ダム、ダム大賞：小屋ダム

## ダムマニアによる作品

### ＤＶＤ
- 『ザ・ダム』（2006年）
- 『ザ・ダム　放流』（2008年）
- 『絶景ダム　空撮』（2014年）
- 『絶景ダム2　放流』（2015年）

### 写真集
- 『ダム』（萩原雅紀　2007年）
- 『ダム2』（萩原雅紀　2008年）
- 『ダムを愛する者たちへ』（阿久根寿紀・宮島咲・琉・神馬シン　2014年）
- 『ダムに行こう！』（萩原雅紀・庄嶋與志秀　2016年）

### CDアルバム
- 『音楽式コンプリートダム』（デンシケンセツ　2011年）

### 漫画
- 『ダムマンガ』（井上よしひさ　『月刊ヤングキングアワーズGH』にて連載、全4巻）
- 『剣と魔法と勇気と科学の異世界ダム建設誌』（井上よしひさ　『コミックゲンま！』にて連載）

## ダム愛好家のタレント・芸能人ら
タモリ（タレント）
長瀬智也（元TOKIO）
石原良純（俳優・気象予報士）
ken（L'Arc〜en〜Ciel）
なだぎ武（吉本興業お笑い芸人）
竹若元博 （吉本興業お笑い芸人）
鳥口JOHNマサヤ（風味堂）
ナカジマノブ（ヘヴィメタル・バンド人間椅子）
今村涼子（気象予報士）
藤富郷（気象予報士）
田中瞳（アナウンサー）
月山和香（女子プロレスラー）